# Municipio de Slayton
El municipio de Slayton (en inglés: Slayton Township) es un municipio ubicado en el condado de Murray en el estado estadounidense de Minnesota. En el año 2010 tenía una población de 295 habitantes y una densidad poblacional de 3,35 personas por km².

## Geografía
El municipio de Slayton se encuentra ubicado en las coordenadas 43°58′17″N 95°46′22″O / 43.97139, -95.77278. Según la Oficina del Censo de los Estados Unidos, el municipio tiene una superficie total de 88.18 km², de la cual 87,48 km² corresponden a tierra firme y (0,8 %) 0,7 km² es agua.

## Demografía
Según el censo de 2010, había 295 personas residiendo en el municipio de Slayton. La densidad de población era de 3,35 hab./km². De los 295 habitantes, el municipio de Slayton estaba compuesto por el 99,66 % blancos, el 0,34 % eran asiáticos. Del total de la población el 0 % eran hispanos o latinos de cualquier raza.